# Roeselia centrilineata
Roeselia centrilineata är en fjärilsart som beskrevs av Barend J. Lempke 1960. Roeselia centrilineata ingår i släktet Roeselia och familjen trågspinnare. Inga underarter finns listade.